# Little Mountain (Carolina del Sud)
La Little Mountain è un monadnock, cioè una montagna che sorge isolata nel terreno circostante, situato nella Contea di Newberry, nello Stato americano della Carolina del Sud.

## Caratteristiche
La Little Mountain si innalza fino a 248 m sul livello del mare, con una preminenza di circa 91 m rispetto alla fascia collinare circostante e rappresenta la vetta più elevate delle colline delle Midlands della Carolina del Sud. 
È situata a circa 40 km dalla città di Columbia, la capitale dello Stato.
Fino al XIX secolo veniva chiamata Ruff's Mountain; poi assunse il nome della piccola cittadina che sorge ai suoi piedi, Little Mountain. Fino al 1917 era inoltre inclusa nella Contea di Lexington.
Sulla sommità della Little Mountain è installata una torre radio che raggiunge l'altezza di 317 m e copre tutta l'area a nordovest della capitale Columbia.